# 12576 Oresme
12576 Oresme este o planetă minoră (asteroid), cu un diametru de 5,001 km, din centura de asteroizi. A fost descoperită pe 5 septembrie 1999 la Prescott Observatory⁠(d) de Paul G. Comba⁠(d) și a fost numită după Nicole Oresme. 
Obiectul prezintă o orbită caracterizată de o semiaxă mare de 2,6355657 UAi, o excentricitate de 0,07, o înclinație de 3,93995 ° în raport cu ecliptica.